# Fencheng, Xiangfen
Fencheng är en köping i Kina.   Den ligger i provinsen Shanxi, i den centrala delen av landet, 600 km sydväst om huvudstaden Peking. Fencheng ligger 515 meter över havet och antalet invånare är 51 380. Befolkningen består av 25 594 kvinnor och 25 786 män. Barn under 15 år utgör 17,0 %, vuxna 15-64 år 73 %, och äldre över 65 år 8,0 %.
Terrängen runt Fencheng är platt åt sydost, men åt nordväst är den kuperad. Runt Fencheng är det mycket tätbefolkat, med 1 095 invånare per kvadratkilometer. Fencheng är det största samhället i trakten. Trakten runt Fencheng består till största delen av jordbruksmark.